# Posoqueria fragrantissima
Posoqueria fragrantissima är en måreväxtart som beskrevs av Jean Jules Linden och Éduard-François André. Posoqueria fragrantissima ingår i släktet Posoqueria och familjen måreväxter. Inga underarter finns listade i Catalogue of Life.